# Radio Frequency Systems
A RFS - Radio Frequency Systems - é uma empresa que comercializa soluções completas e equipamentos para comunicação sem fio (cabos, sub-sistemas de rádiobase, diplexadores e antenas parabólicas). A empresa tem mais de 1.800 funcionários no mundo todo, com operações em oito fábricas (EUA, Brasil, França, Alemanha, Reino Unido, China, Austrália e Índia) e cinco centros de Pesquisa & Desenvolvimento (EUA, França, Alemanha, China e Austrália).

## História
A companhia foi fundada em Hanover em 1901 por Louis Hackethal sob o nome de Hackethal-Draht-Gesellschaft. Após a sua fusão em 1966 com a Osnabrücker Kupfer-und Drahtwerke AG, a empresa adotou o nome de Kabel-und Metallwerke Gutehoffnungshütte AG (Kabelmetal). Tornou-se particularmente conhecida pela comercialização e vendas de cabos corrugados.
Kabelmetal tornou-se Radio Frequency Systems (RFS), em 1983. A sede localiza-se em Colombes, (92700) na França.
No Brasil, onde está há mais de 35 anos, a empresa possui uma de suas oito unidades fabris, que responde pela demanda de toda a América Latina.